# Középfokú oktatás Japánban

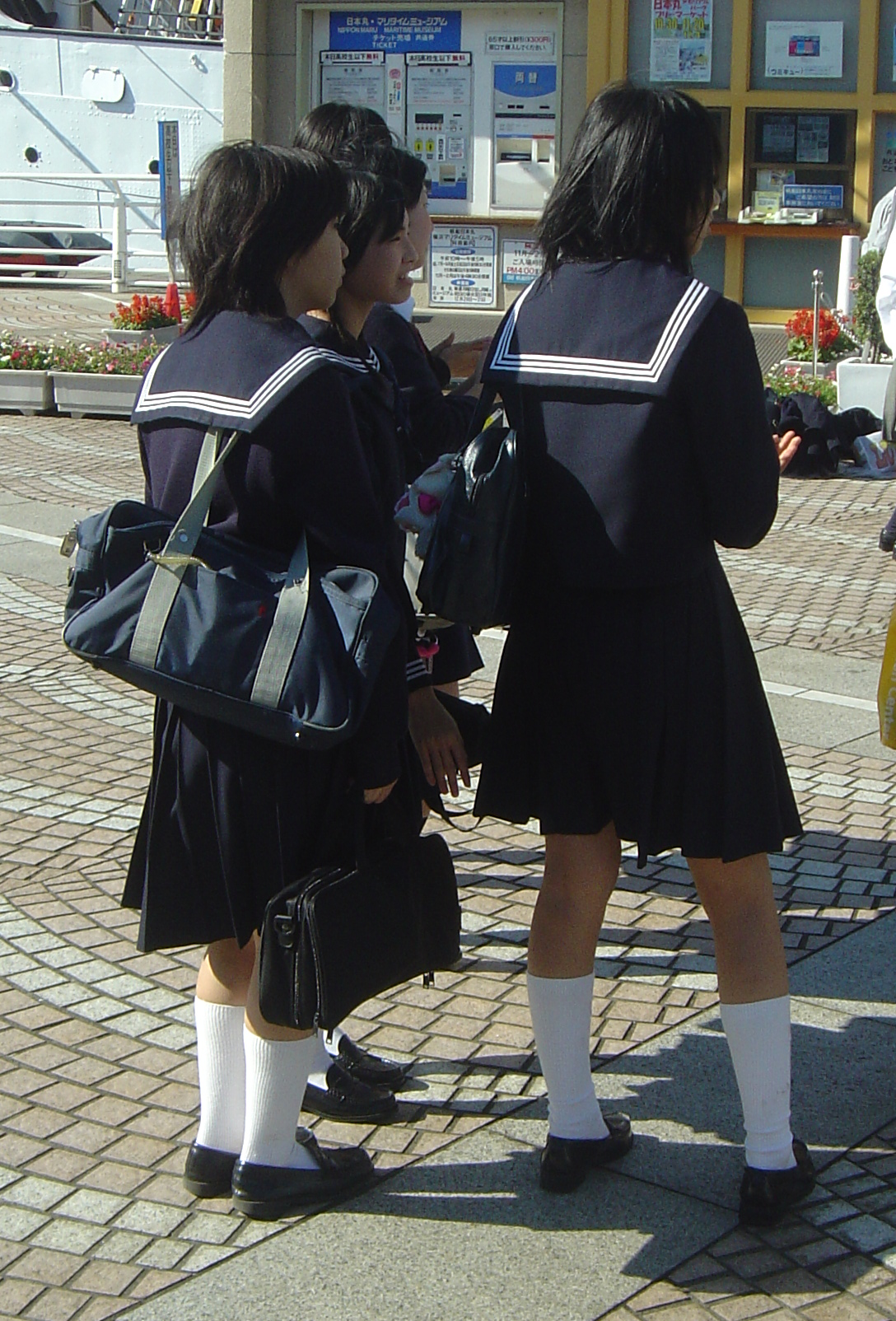
Japán középiskolás diáklányok

A japán középfokú oktatás intézményileg és tananyagilag kettéoszlik alsó-középiskolákra (中学校, csúgakkó), illetve felső-középiskolákra (高等学校, kótógakkó, rövidülve 高校, kókó).

## Alsó-középiskola

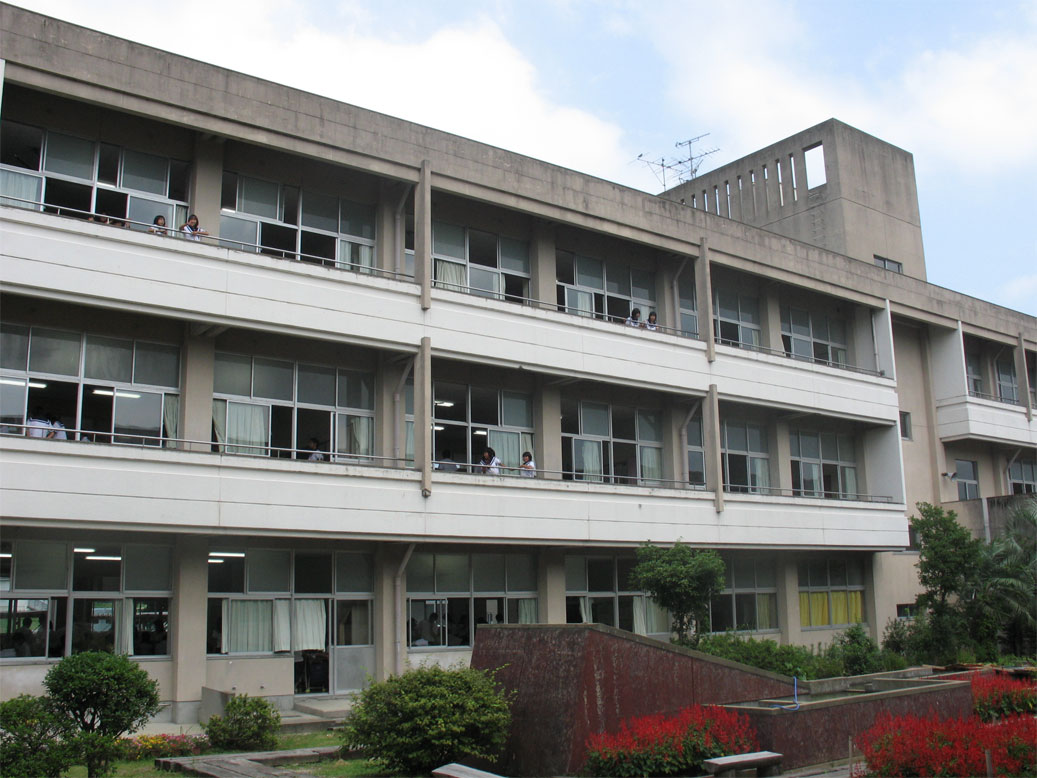
Az Onizuka Alsó-középiskola udvara Karacu városában

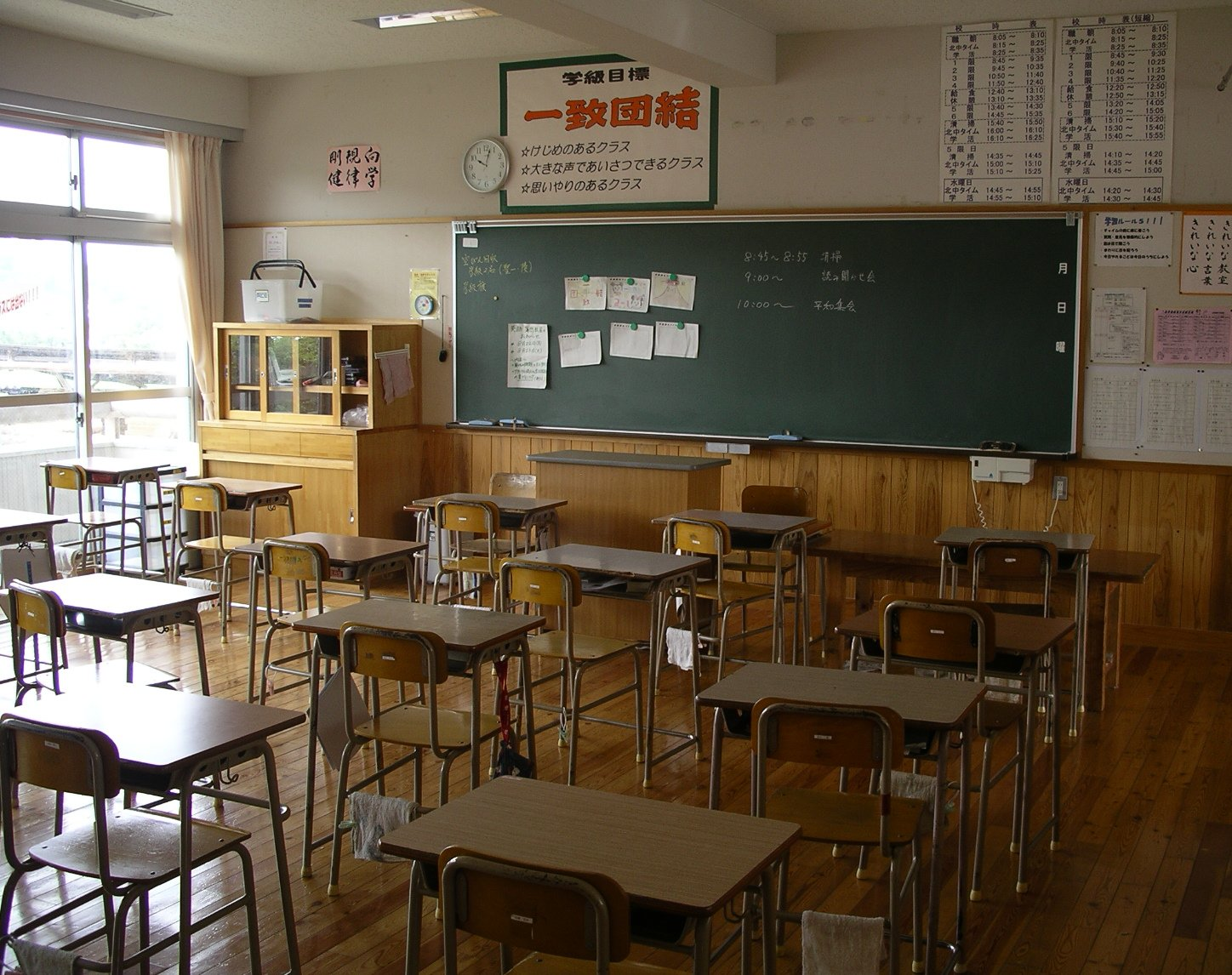
Japán osztályterem

Az alsó-középiskola a hetediktől a kilencedik osztályig, korban a tizenharmadik évtől a tizenötödik esztendőig tartó képzés. Habár már elvégzése után is lehetőség nyílik munkavállalásra, az 1980-as évek vége óta a diákok kevesebb, mint 4%-a élt a jogával, hogy tanulmányait a felső-középoktatás megkezdése előtt félbehagyja.
1980-ban az alsó-középiskolák legnagyobb része már állami iskolaként funkcionált, a létesítmények mindössze 5% működött magánintézményként. A magániskolák tandíja igen drágának tekinthető (évi 552,592 japán jen), költségben négyszerese a tandíjt elengedő, állam által finanszírozott alsó-középiskolák árának (évi 130,828 jen).
A tanítás időtartama évi minimum 210 napban van meghatározva (ez a szám Magyarországon  és az Egyesült Államokban mindössze 180 nap), azonban ez rendszerint a különböző mellékprogramokkal (a tanév jelentősebb részét kitöltő sportnapokkal, kirándulásokkal) elérheti a 250 napos határt is.
A magyar oktatási tematikához hasonlóan szintén minden tanárnak megvan a maga külön szakterülete, eltérően az általános iskolákban alkalmazott pedagógusok több tantárgyat egyszerre lefedő végzettségétől. Minden osztály rendelkezik egy tanácsadói szerepet betöltő osztályfőnökkel is. Japánban az osztályoknak saját, külön termeik vannak, a pedagógusok pedig egymást váltják az ötvenperces órák sorrendjétől függően.

### Az oktatás menete

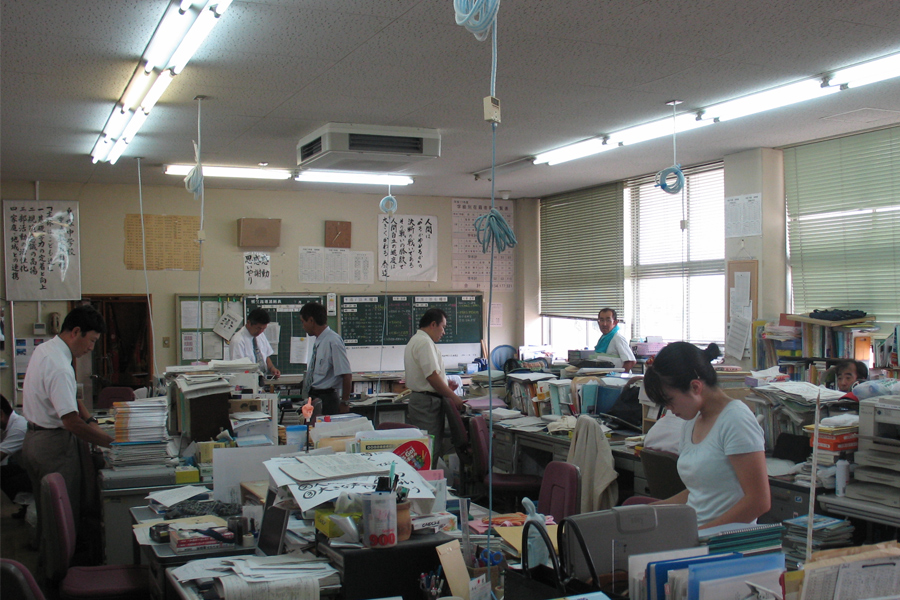
Tanári szoba az Onizuka Alsó-középiskolában

Az órákon megszokott előadások mellett a tanárok különböző médiumokat (például televízió, rádió) is igénybe vesznek, mindemellett alkalmanként a laboratóriumokban végzett gyakorlás is része a tanításnak. Az 1980-as évek végére az alsó-középiskolák 45%-a rendelkezett számítógépekkel, beleértve azokat az intézményeket is, ahol ezek az eszközök pusztán adminisztratív célokat szolgáltak. Az osztálytermen belüli szerveződés továbbra is kisebb munkacsoportokon alapul, bár most már fegyelmi szándékok nélkül (általános iskolában még a különböző társadalmi normák elsajátítása is célja a csoportbontásnak). Ennek ellenére a diákoktól továbbra is elvárják a kiadott feladatok teljesítését, és az emellett megkövetelt fegyelmet és magatartást.
Minden tantárgy anyagát részletesen tartalmazza az alsó-középiskolák tanmenete. Néhány tárgy (például japán nyelv és a matematika) az általános, intézményektől független tanmenettel együtt került beiktatásra.  
A tanmenet továbbá tartalmazza az angol nyelvet, társadalomtanulmányokat, természettudományokat, rajz- és technikaórát, háztartástant és egészséges életmódot, valamint testnevelést. Mindemellett szintén részei az egyéb erkölcsi kurzusok is.

### Iskola utáni tevékenységek
A kötelező tanításon túli szakkörökön, klubtevékenységeken a diákok többsége részt vesz. A fiúk között általában a különböző sportok (leginkább a baseball, labdarúgás) örvendenek kimondottan nagy népszerűségnek, míg a lányok rendszerint a zenés tevékenységeket (különösen fúvós zenekarokat) látogatják. A cselgáncs az egymást követő japán olimpiai és világbajnoki eredmények után mindkét nem körében továbbra is kedvelt sportág. Természetesen a sportolási lehetőségek a Japánban hagyományosnak tekinthető sportágakon túl is széleskörűek: a már felsoroltak mellett a japán növendékek számára röplabda-, tenisz-, gimnasztika- és kosárlabdaklubokat is fenntartanak. Minden sportágnak megvannak a maga iskolák közötti, regionális versenyei, így a résztvevőknek megvan a lehetőségük ezeken bizonyítani, eredményeket elérni.
A kulturális tevékenységek között a teaceremónia, a virágkötészet/virágrendezés, a művészeti klub és a rézfúvós zenekar is közkedvelt hobbinak számít a fiatalok körében. Miután a Hikaru no Go című manga széles körben is ismert lett, egyre népszerűbbé vált a go nevű, kínai eredetű táblajáték. Az alsó- és felső-középiskolás tanulóknak alkalmanként többnapos kirándulásokat szerveznek kulturálisan kiemelkedő fontosságúnak tartott városokba (például Kiotó és Nara).
Némely alsó-középiskolákban a diákok számára megvan a lehetőség arra is, hogy felsőbb szintű, egyetemi felmérőket is teljesítsenek. Ilyen például a Kandzsi kentej japán nyelvből, illetve a STEP Ejken angol nyelvből.

## Felső-középiskola

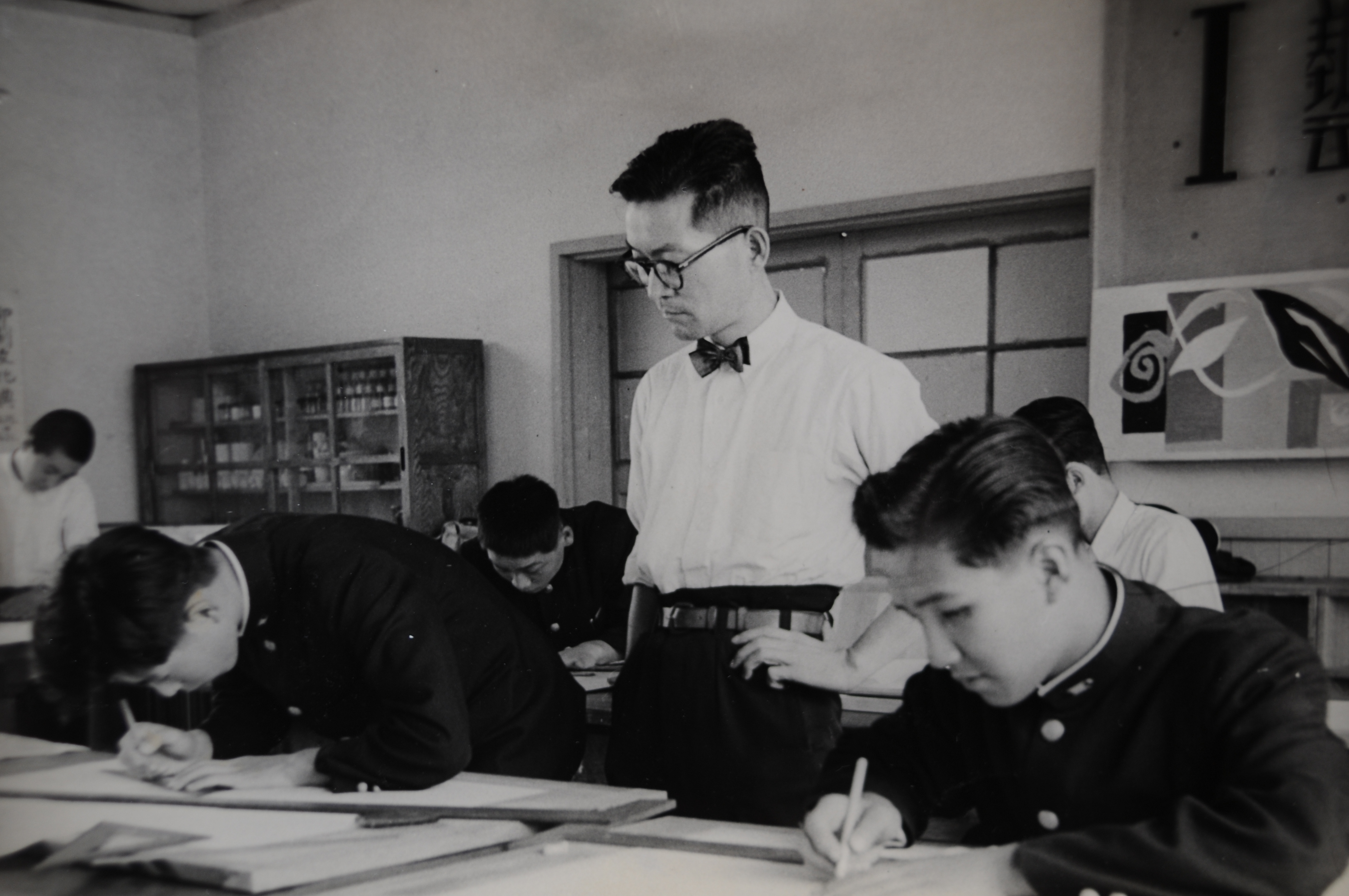
Középiskola Japánban, 1963

Annak ellenére, hogy a felső-középoktatás nem államilag kötelezett Japánban, a 2005-ös felmérések szerint az alsó-középiskolát elvégző diákok 94%-a folytatja tanulmányait, több mint 95% pedig el is végzi. Amerikában ez a szám 89%-ot ért el az adott évben.
A bejutáshoz minden diáknak kötelező sikeresen teljesítenie egy felvételi vizsgát. A megkövetelt témakörök tartalmazzák a japán nyelvet, a matematikát, a természettudományt, a társadalomtudományt és az angol nyelvet. A számon kért anyag függ attól is, hogy a diák a saját körzete, prefektúrája egy állami iskolájába felvételizik-e, vagy pedig egy sajátos, különálló tesztet megalkotó magániskolába, mely nem követi teljes mértékben az állam által meghatározott tanagyagot.
A felső-középiskolák rangsorolása (tekintet nélkül arra, hogy állami vagy magánintézmény-e) attól függ, hogy a végzőseiket milyen arányban veszik fel sikerrel nemzetközileg is jegyzett, belföldi egyetemekre.
Mivel a diákok jövőbéli munkahelyét nagyban meghatározza az, hogy milyen iskolákban végeztek, egy esetleges siker vagy bukás a felvételin komoly következményekkel járhat. Emiatt a tanulóknak nem csak komoly stresszt kell átélniük huzamosabb időszakokon keresztül, de már viszonylag korán alapos tanácsadáson is részt kell venniük, ahol mind a felvételihez szükséges részleteket, mind a felsőoktatásbéli lehetőségeiket ismertetik velük.

### A diákok helyzete Japánban
A diákok többsége tömegközlekedéssel, gyalog vagy biciklivel indul iskolába, mivel a viszonylag kicsi iskolai kerületek és a tömegközlekedés kiépítettsége miatt a tanintézmények nem üzemeltetnek iskolabuszokat. Nem ritka jelenség, hogy az iskolába tartó út megtevése akár két vagy több órát is igénybe vesz a távolság miatt(a hasonló hosszúságú ingázás a munkavállalók körében is mindennapos). Ezt az időt általában alvással, tanulással vagy olyan cselekvésekkel töltik a diákok, melyeket az iskolákban a szigorú megkötések miatt nem tehetnek meg (rágózás, édességek fogyasztása). Néhány intézményben még azt is megkövetelik az iskolásoktól, hogy a különböző járműveken hagyják szabadon az üléseket a többi utasnak, „figyelmességet demonstrálva”. Természetesen minden tanintézetnek megvan a saját, jól megkülönböztethető egyenruhája, melyben a diákok kötelesek a legjobb magaviseletükkel képviselni iskolájukat. Minden iskola fenntart öltözőszekrényeket a diákok számára, hogy az utcai cipőiket papucsra cserélhessék. Néhány helyen nem szerint eltérő ruhadarabot kapnak.
A tanítás általában egy ötperces tanári értekezlettel kezdődik reggel 8:30-kor. Bizonyos iskolákban hetente egyszer nagygyűléseket is rendeznek a diákok részvételével. Az osztályok létszáma kiemelkedően magasnak mondható, legalább 40-45 diákkal kell a pedagógusoknak egyszerre foglalkozniuk. Az osztályfőnökök reggelente és délutánonként is igyekeznek segíteni az osztályaikat, mindemellett rendelkezésükre áll heti egy fogadóóra is. Ezen találkozók alkalmával a tanárok igyekeznek a diákokat eligazítani, bátorítani, tanácsokkal ellátni akár a jövőjükkel, akár a szünetekkel vagy az órarenddel kapcsolatban, esetleg a figyelmükbe ajánlani a különböző pályázatokat, versenyeket. Az osztályfőnöki órák folyamán a tobánra (bejelentéstétel, részvétel) is sor kerül: két diák (egy negyedévre megválasztott fiú és egy lány) vezetésével, egyéb kijelölt osztálytársakkal egy "bizottságot" alkotva tárgyalják át az osztályt érintő aktuális kérdéseket, problémákat.
Az órák reggel 8:45-kor kezdődnek és 50-50 percen át tartanak. Az ebédszünetre a negyedik óra után kerül sor. Az esetek többségében a tanárok érkeznek a termekhez, azonban tanóráktól függően akadnak kivételek: testnevelés, laboratóriumi gyakorlat és egyéb speciálisabb felszereléseket igénylő kurzusok folyamán a diákok kényszerülnek termet váltani. A tanórák száma évfolyamonként tíz és tizennégy közé tehető, azonban ezek megtartása heti szinten változhat.
Az iskolák többsége nem rendelkezik önálló büfével, étkezdével, ezért a diákok otthonról hoznak dobozos ebédet (rizs, hal, tojás, zöldségek és uborka felhasználásából készített étkeket). Ellentétben az ezt megelőző oktatási intézményekkel, a felső-középiskolák már nem rendelkeznek államilag támogatott ebédlőkkel sem.
Az ebédszünet után még két órával folytatódik a tanítás, majd minden diák részt vesz az oszodzsinak nevezett közös takarításon, mely során az iskola tanulói együtt takarítják ki a termeket, a folyosókat és az udvart négyes-hatos csoportokban (úgynevezett hanokban). Ezeknek a takarításoknak már az általános iskolától kezdve megvan a rendszere a tanulók között.
Az oszodzsi után kezdődik a délutáni osztályfőnöki óra, viszont 15:30-tól a diákok távozhatnak, amennyiben a választott szakkörük az adott napon összeül.
A szombati tanítása – amennyiben ajánlott – már délután egykor véget ér, négy megtartott tanóra után. A szombati iskolázást hivatalosan 2002-ben eltörölték, azonban több iskola még ma is alkalmazza, illetve próbálja visszahozni annak érdekében, hogy az előírt tanmenetet hiány nélkül teljesíteni tudják.

#### Iskolán kívüli tevékenységek felső-középiskolában
Az alsó-középiskolához hasonlóan két főbb tevékenységkör közül választhatnak a diákok. Az egyik továbbra is a sportklub: baseball, labdarúgás, cselgáncs, kendó, atlétika, tenisz, úszás, softball, röplabda és rögbi. Kulturális foglalkozások szintén elérhetőek, többek között angol nyelv, média, írásművészet, természettudomány, matematika és évkönyvszerkesztés.
Az új diákok általában a tanév elkezdése után választanak szakkört, és csak nagyon ritkán váltanak klubot a középiskolás tanéveik befejezéséig. Az iskolán túli tevékenységek heti több alkalommal, két órán át tartanak. Sokszor még tanítási szünetek alatt is összeülnek a klubtagok, amennyiben szükséges. Annak ellenére, hogy a tanárok segítőként vannak jelen ezeken az eseményeken, csak nagyon ritkán szólnak bele jelentősebben az óra menetébe. Ezeken a szakkörökön fontos szerep jut a baráti kapcsolatok kialakításának, és a társadalmi és kapcsolati normák kitanulásának. Ilyen például a szenpáj/koháj (felsőbb éves/alsóbb éves) dinamika, mely fontos szerepet tölt be a felnőttek életében is. Mindennek ellenére a felsőéves, egyetemre készülő diákoknak engedélyezett a kluboktól való távolmaradás a felvételi vizsgára való készülésre tekintettel. Ebben komoly szerep hárul az osztályfőnökökre is, akik folyamatosan tanácsokkal látják el a diákot és a családját is.

#### Szabadidőtöltés
Egy, a ’90-es évekbeli kutatás alapján a diákok a tanórák és az előkészítőiskolák után két órát töltenek hétköznaponként házi feladatuk megcsinálásával, hármat pedig hétvégente szánnak ugyanerre a kötelességükre. Egy átlagos hétköznap a tanulók megközelítőleg három órát tölthetnek szabad foglalkozással és pihenéssel (televíziónézés, rádióhallgatás, barátokkal való találkozás). A tanárok és a szülők gyakran ellenzik a tinédzserkori kapcsolatokat, és a fiatalok jelentős része a középiskola befejezéséig nem is kezd ismerkedni komolyabban az ellenkező nemmel.

### Tanmenet
A '90-es évek vége óta a japán tanulók átlagosan évi 240 napig járnak felső-középiskolába(60 nappal tovább, mint egy átlagos amerikai és magyar diák). Ehhez még hozzájön azon napok száma, melyeken a diákok különböző iskolai fesztiválokra és eseményekre készültek. Annak ellenére, hogy a 2002-es oktatási reformban a kötelező napok számát csökkentették, több iskola igyekszik a lehető legtöbb napot igénybe venni annak érdekében, hogy képesek legyenek felkészíteni a diákokat a minisztérium által megkövetelt anyagból.
Az iskoláknak viszonylag kevés lehetősége van eltérni az elrendelt tanmenettől, vagy az előre meghatározott tankönyvektől. Az oktatási minisztérium által felvázolt tananyag és tartalma nem bírálható felül. A tananyag 3 évet ír elő matematikából, társadalomtudományból, japán és angol nyelvből, valamint természettudományból, olyan kiegészítőtárgyak mellett, mint testnevelés, ének, rajz és erkölcstan. A "társadalomtudomány" kategóriájába tartozó témaköröket Japánban tovább bontják a következő tantárgyakra: állampolgári ismeretek, japán történelem, világtörténelem, szociológia, földrajz és gazdaságtan. Mivel viszonylag sok kötelező tantárgyat kell a diákoknak teljesíteniük, a szabadon választható tárgyak száma csekély, csak nagyon ritkán tér el egy-egy elsőéves diák órarendje.

### Egyéb lehetőségek
Egy 2005-ben közölt felmérés szerint ameddig a japán diákok majdnem 90%-a állami intézménybe járt óvodától kezdve a kilencedik osztályig, a tanulók több, mint 29%-a már a magániskolát választja a középiskolák esetében. Az 1980-as évek végén az állami oktatás tandíja megközelítőleg 300,000 jenbe került évente, a magániskoláké pedig ennek duplájába. 2010-ben azonban – az erre irányuló intézkedések után -, az állami középiskolák tandíját megszüntették.
Annak ellenére, hogy az állami középiskolák ingyenesek, mind a diákok, mind a szakértők hasznosabbnak és minőségibbnek találják a magániskoláknál. A felvételi vizsgák miatt az állami középiskolák nagyobb versenyhelyzetet generálnak a tanulók között, mint a magánkézben lévő létesítmények.
A japán szakmai és technikai programok több száz különböző szakkurzust kínálnak az érdeklődő diákoknak. Ilyen többek között az informatika, a fémkohászat, halfarmokon belüli tevékenységek, az  üzleti angol és az autógyártás. 1989-ben az üzleti és ipari szakirányok a szakmai programokban részt vevő diákok 72%-át tudhatták a magukénak. Az első év tanmenete mind az iskolai, mind a kereskedelmi szakokat illetően ugyanazon tantárgyakra bontható fel: japán nyelv, angol nyelv, matematika és természettudományok.
A fogyatékossággal küzdő diákok oktatása – részben a felső-középoktatásban is – a szakmai képesítés megszerzésére teszi a hangsúlyt, annak érdekében, hogy a hátrányos helyzetű tanulóknak lehetőségük legyen önálló keresettel rendelkezni és beilleszkedni a társadalomba. A szakmai képzés mértéke azon is nagyban múlik, hogy az adott növendék mégis milyen mértékű fogyatékossággal küzd, de néhányuk számára a lehetőségek ettől függetlenül is szűkek. A japán kormány egyik célja a jövőben, hogy bővítse a fogyatékossággal küzdő diákok lehetőségeit, illetve hogy a felsőoktatásban is több helyet tudjanak biztosítani az érintett fiataloknak.
Esti tagozatot és levelező oktatást csak az iskolák egy kisebb halmaza biztosít a diákoknak.

## Oktatási reformok
Az Oktatás, Sport, Tudomány és Technológia Minisztériuma (MEXT) felismerte, hogy az idegen nyelvek oktatásában (különösen az angolt érintően) szükségesek bizonyos változtatások. Annak érdekében, hogy ezeket a régóta fennálló nehézségeket megoldják, a kormány igyekszik egyre több fiatal, külföldről érkező anyanyelvi tanárnak állást biztosítani az országon belül a JET-pályázat (Japan Exchange and Teaching Programme – Japán Csere- és Tanítási Program) kiírása alatt. 2005-re a programban résztvevők száma meghaladta a 6000 nyelvtanárt. Az elmúlt időszakban az ALT-ként (Assistant Language Teacher – Nyelvi Segédtanár) dolgozók száma egyre jelentősebbé vált a különböző magáncégek igénybevételének köszönhetően.
Az oktatásfejlesztés részeként nem csak a nyelvtanítást, de a kulturális képzést is igyekeztek átalakítani. 1989-ben a komplett alsó-középiskolai tanmenet módosításon esett át, mely az 1992-93-as tanév kezdetétől életbe is lépett. A reform fő célja az volt, hogy biztosítsák a diákoknak mindazt az alapvető kulturális ismeretet, mellyel egy állampolgárnak rendelkeznie kell. Nagyobb hangsúlyt helyeztek a japán történelem és kultúra oktatására, valamint átfogóbb ismereteket igyekeztek adni Japán szerepével a világban, és kapcsolatával a jelentősebb külföldi országokat illetően.
További változások léptek életbe 2006-ban, az oktatás alaptörvény bővítésekor. Bár magán az iskolai felépítésen nem változtattak, de hangsúlyosabbá tették a japán kultúra tiszteletét (2.5-ös cikkely), az iskolai fegyelem fontosságát (6.2-es cikkely) és a szülői felelősséget (10-es cikkely) is az oktatási rendszeren belül.

### Az alsó-középiskolákat érintő problémák
A ’80-as években két igen komoly probléma ütötte fel a fejét az alsó-középiskolák rendszerén belül: az iskolai zaklatások, megaláztatások tendenciává válása, illetve az iskolába járás megtagadása (tókó kjohi). 2008-ban 42,754 incidenst rögzítettek, melyek az alsó-középiskolákban tanúsított problémás viselkedésekből fakadtak. A szakértők megosztottak a jelenség okát illetően, azonban abban egyetértenek, hogy az állam viszonylag kevés alkalmazható megoldással állt elő.
A külföldről hazatérő diákok esetei szintén aggályokat vetnek fel. Amennyiben valaki huzamosabb időt töltött külföldön, gyakran nehézségei akadhatnak az olvasásban és írásban is, illetve vissza kell szoknia a szigorúbb iskolai követelményekhez és házirendhez. Minden segítség ellenére, ezek a diákok gyakran nem képesek visszailleszkedni a kollektivista társadalomba az eltérő beszédmodorukkal, öltözködésükkel illetve viselkedésükkel.

### A felső-középiskolákat érintő problémák
A felső-középoktatás tematikája 1989-ben esett át módosításokon. 1994-től (és az azt követő években) megkezdődött a tizedik, tizenegyedik illetve tizenkettedik osztály is. További számottevő változás volt a háztartástan bevezetése mindkét nem számára. A kormány kiemelkedően fontosnak tartotta azt is, hogy megismertessék a diákokat a családalapítás fontosságával és felelősségével. A régi típusú társadalomtudományokat felváltotta a történelem, földrajz és állampolgári ismeretek tanítása.

## Fordítás
- Ez a szócikk részben vagy egészben  a   Secondary education in Japan című angol Wikipédia-szócikk fordításán alapul.  Az eredeti cikk szerkesztőit annak laptörténete sorolja fel. Ez a jelzés csupán a megfogalmazás eredetét és a szerzői jogokat jelzi, nem szolgál a cikkben szereplő információk forrásmegjelöléseként.